# Beatrice Sonntag
Beatrice Sonntag (* 11. Oktober 1979 als Dagmar Béatrice Schirra in Illingen) ist das Pseudonym einer deutschen Reise- und Romanschriftstellerin.

## Leben
Nach dem Besuch des Gymnasiums in Illingen/Saar schloss sie im Jahr 2005 den Diplom-Ingenieurstudiengang Raum- und Umweltplanung an der TU Kaiserslautern ab. Seit 2006 arbeitet sie in Luxemburg als Projektmanagerin in der Baubranche. Privat unternimmt Beatrice Sonntag ausgedehnte Reisen, über die sie Reiseerzählungen veröffentlicht. Ihre Reisen führten sie unter anderem nach Nordkorea und Bhutan. Seit 2011 veröffentlichte sie insgesamt zehn Bücher mit Reiseerzählungen und mehrere Reiseführer. Sie betreibt seit 2011 einen Reiseblog, in dem sie kurze Anekdoten und Fotos aus den mittlerweile etwa 150 Ländern veröffentlicht. Beatrice Sonntag hält Reisevorträge in der Region Saarland.
Seit 2023 schreibt Beatrice Sonntag Romane. Ihr erster Roman, Earthventure in Las Vegas, eine humorvolle Science-Fiction-Geschichte, ist im VSS Verlag erschienen. Der Roman wurde 2024 ins Englische übersetzt. 
Zahlreiche Kurzgeschichten von Beatrice Sonntag sind in Anthologien erschienen unter anderem im Verlag Pierre Montagnard, im Verlag Moderne Phantastik Gehrke, bei Elysion-Books und im Wiener Verlag.
Seit 2024 ist Beatrice Sonntag ordentliches Mitglied im Phantastik-Autoren-Netzwerk PAN und engagiert sich aktiv beim Literarischen Stammtisch Saarbrücken. 
Seit 2025 ist Beatrice Sonntag Autorin beim deutschen Science-Fiction- und Fantasy-Verlag Phantorion. Dort soll ihre Earthventure-Reihe nicht nur neu aufgelegt, sondern auf insgesamt acht Bände erweitert werden.

## Preise
- 2023: Gewinnerin des "Erste anonyme und chancengleiche Fantastik-Kurzgeschichtenschreibwettbewerb auf axelschreibt.de"[3]

## Werke

### Romane und Novellen
- Ich weiß, was du letzten Sonntag getan hast: Thekengeschichten. Telescope Verlag Mildenau, 2015, ISBN 978-3959150088.
- Earthventure in Las Vegas. VSS Verlag, 2023, ISBN 979-8862369274.
- Earthventure auf Angrodan. Books on demand, 2024, ISBN 978-3759775818.
- Amoklauf für Anfänger, Books on demand, 2025, ISBN 9783759762078.

### Reiseerzählungen
- Berufswunsch: Tourist, Schardt Verlag 2011, ISBN 978-3-89841-597-2.
- Diagnose: Fernweh, Schardt Verlag 2013, ISBN 978-3-89841-691-7.
- Asiens letzte Geheimnisse, Telescope Verlag Mildenau 2014, ISBN 978-3-941139-20-6.
- Traumziel: Weit weg, Schardt Verlag 2014, ISBN 978-3-89841-753-2.
- Lieblingskrankheit: Reisefieber: Neue Geschichten aus aller Welt, Telescope Verlag Mildenau 2015, ISBN 978-3959150026.
- Nach der Reise ist vor der Reise, Telescope Verlag Mildenau 2016, ISBN 978-3959150248.
- Touristin aus Leidenschaft, Books on Demand, 2017, ISBN  978-3746036588.
- Sehnsucht nach Überall, Books on Demand, 2019, ISBN 978-3750418479.
- Auf nach Anderswo, Books on Demand, 2022, ISBN 978-3756218165.
- Die Jetlagjägerin. Books on Demand, 2024, ISBN 978-3759749710.

### Reiseführer
- Ghana entdecken. Books on Demand, 2017, ISBN 978-3744813242.
- Bhutan entdecken. Books on Demand, 2017, ISBN 978-3732261741.
- Libanon entdecken. Books on Demand, 2021, ISBN 978-3754375358.
- Burkina Faso entdecken. Books on Demand, 2015, ISBN 978-3734758089.
- Saudi-Arabien entdecken. Books on Demand, 2023, ISBN 978-3758323836.
- Nicaragua entdecken. Books on Demand, 2018, ISBN 978-3746089218.
- Entdecke Turkmenistan. Books on Demand, 2019, ISBN 978-3735757760.
- Tadschikistan entdecken. Books on Demand, 2019, ISBN 978-3749446186.
- Aserbaidschan entdecken. Books on Demand, 2018, ISBN 978-3752811674.
- Entdecke Weißrussland. Books on Demand, 2016, ISBN 978-3741271472.
- Mauretanien entdecken. Books on Demand, 2021, ISBN 978-3755754435.
- Sudan entdecken. Books on Demand, 2023, ISBN 978-3757889968.
- Mosambik entdecken. Books on Demand, 2016, ISBN 978-3739232379.
- Dschibuti entdecken. Books on Demand, 2019, ISBN 978-3750412965.
- Bangladesch entdecken. Books on Demand, 2023, ISBN 978-3758322143.
- Die Elfenbeinküste entdecken. Books on Demand, 2018, ISBN 978-3752832051.